# Lilium apertum

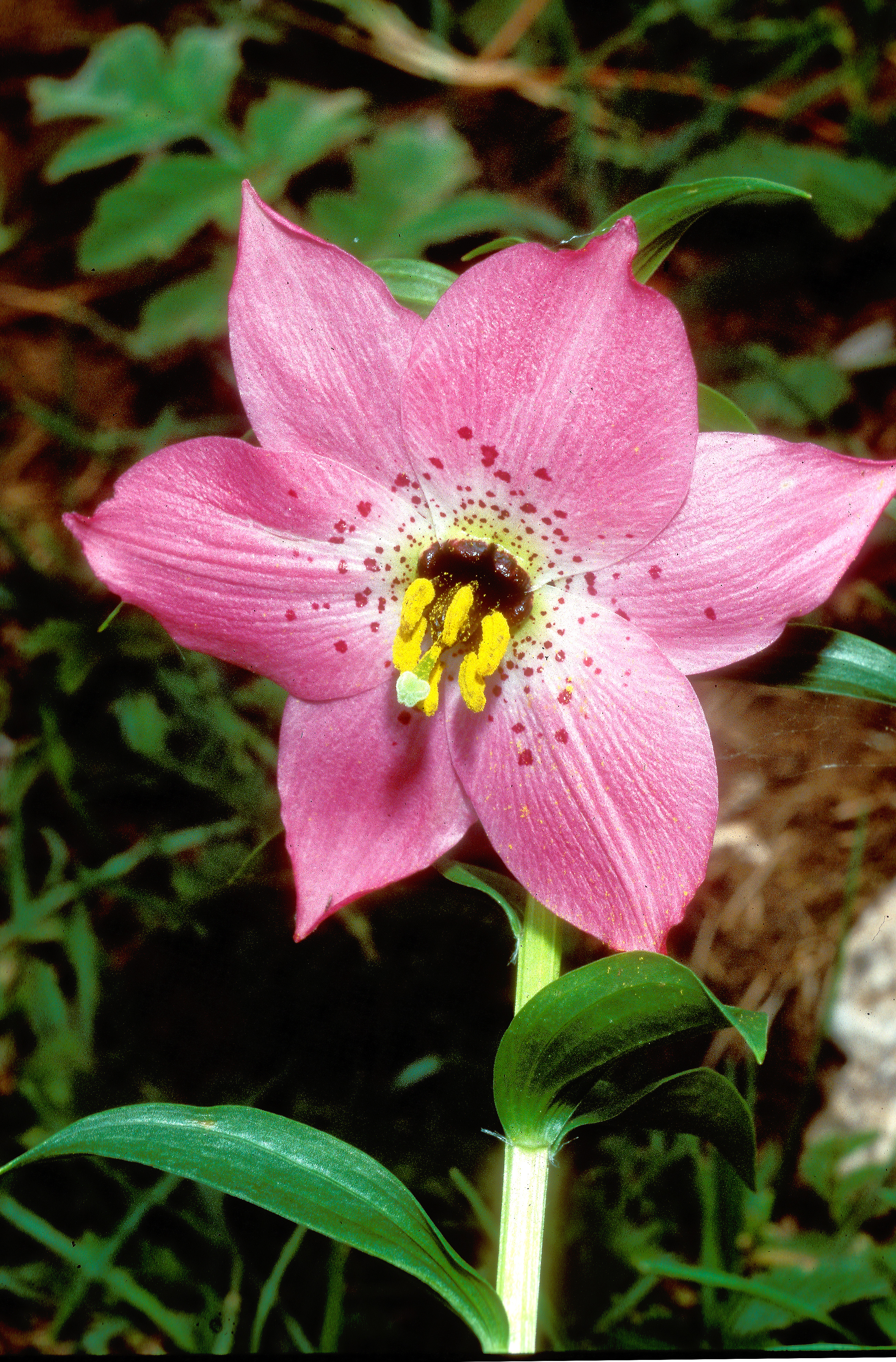
Lilium apertum – Blüte

Lilium apertum ist eine Pflanzenart in der Gattung Lilium innerhalb der Familie der Liliengewächse (Liliaceae). Sie ist in der Grenzregion zwischen der Volksrepublik China und Myanmar endemisch.

## Merkmale
Lilium apertum ist eine ausdauernde, krautige Pflanze. Sie erreicht Wuchshöhen zwischen 25 und 50 Zentimetern.
Lilium apertum lebt geophytisch und bildet unterirdische Zwiebeln aus. Diese sind eiförmig und werden zwischen 1,5 und 2,5 Zentimeter hoch und durchmessen 1 bis 2 Zentimeter. Sie sind gelblich weiß und färben sich braun, wenn sie getrocknet werden. Die Zwiebeln sind aus oval-lanzettförmigen Zwiebelschuppen aufgebaut. Die Wurzeln sind Adventivwurzeln, die zum Großteil aus der Zwiebel, teilweise aber auch direkt aus der Sprossachse entspringen.
Die Sprossachse ist aufrecht und unbehaart und im unteren Viertel ohne Blätter. Die Blattstellung ist wechselständig. Die Blattform ist breit oder schmal lanzettlich. Die Blätter werden etwa 0,8 bis 1,2 Zentimeter breit und 3 bis 5,5 Zentimeter lang. Die Spreite ist an der Spitze zugespitzt.
Die Pflanze blüht von Juni bis Juli mit einer oder zwei (in sehr seltenen Fällen bis zu vier) sechszähligen Blüten. Die Blütenhülle ist schirmförmig und rot, rosafarben oder blassgelb. Die äußeren drei Perigonblätter sind schmal lanzettlich und zwischen 2,2 und 4,5 Zentimeter lang, sowie 1,2 bis 1,5 Zentimeter breit. Sie sind ganzrandig mit 3 bis 8 purpur-braunen Flecken an der Basis. Die drei inneren Perigonblätter sind eiförmig bis breit-eiförmig und zwischen 2,2 und 4,3 Zentimeter lang, sowie 1,3 bis 1,6 Zentimeter breit. Die Spitze ist angespitzt und jedes Perigonblatt ist an der Basis mit einigen bis zu einem Dutzend purpur-roten Flecken verziert.
Die Staubfäden sind ahlenförmig und etwa 1 Zentimeter lang. Der Fruchtknoten misst zwischen 5 und 7 Millimetern in der Länge und 2 bis 2,25 Millimeter im Durchmesser. Der Griffel verjüngt sich zur Spitze und ist etwa doppelt so lang wie der Fruchtknoten (zwischen 1 und 1,2 Zentimeter). Die Narbe ist köpfchenförmig und oberflächlich dreilappig. Die Nektarien sind zwei fleischige, kissenförmige Zellhaufen. Selten ist nur ein Nektarium ausgebildet oder Saftdrüsen fehlen ganz. Der Pollen hat eine zweireihig-gefurchte Oberfläche.
Die Fruchtreife ist zwischen Anfang September und Oktober abgeschlossen. Die länglichen Kapselfrüchte sind blass braun oder grünlich. Sie werden zwischen 1 und 2,5 Zentimeter lang und 1,2 bis 2 Zentimeter breit. Die Keimung der Samen erfolgt oberirdisch (epigäisch). Die Chromosomenzahl ist 2n = 24.

## Verbreitung und Habitate

### Verbreitung
Lilium apertum ist in einem kleinen Areal endemisch. Bestände der Art finden sich in der Grenzregion zwischen den chinesischen Provinzen Yunnans, dem autonomen Gebiet Tibet und Sichuans und dem Staat Myanmar.
In Yunnan reicht das Verbreitungsgebiet über den ganzen Nordwesten der Provinz bis in das Cangshan-Gebirge im Nordwesten des Stadtgebiets von Dali. In Sichuan umfasst es den autonomen Kreis Muli. Im autonomen Gebiet Tibet findet sich die Art nur vereinzelt entlang der Grenze zu Yunnan. In Myanmar reicht das Verbreitungsgebiet in westlicher Richtung bis zum 97° 13' Ost.
Das Verbreitungsgebiet erstreckt sich etwa 480 km in West-Ost-Richtung und etwas weniger in der Nord-Süd-Ausdehnung.

### Habitate
Lilium apertum wächst bevorzugt in Laubwäldern, Bambusdickichten oder auf Waldwiesen in Hanglagen. Sie ist in Höhenlagen von 3000 bis 3900 Metern Normalnull zu finden.

## Systematik und botanische Geschichte
Lilium apertum wurde 1898 von Adrien René Franchet in Journal de Botanique. [Edited by L. Morot] Band 12, Seite 220 erstbeschrieben. Wahrscheinlich war das Typusexemplar zuvor von Pierre Jean Marie Delavay in Yunnan gesammelt worden, der es an Franchet schickte. Franchet ordnete die Pflanze in der Gattung der Lilien (Lilium) ein. 1924 stellten William Wright Smith und William Edgar Evans in Notes from the Royal Botanic Garden, Edinburgh Band 14 Seite 96
die Art als Nomocharis aperta (Franch.) W.W.Sm. & W.E.Evans in die Gattung Nomocharis. 2016 wurde die Art mit der Eingliederung der Gattung in die Lilien durch Gao als Lilium pardanthinum benannt.
Bereits 1918 hatte Isaac Bayley Balfour Nomocharis forrestii beschrieben. Ernest Henry Wilson  stellte jedoch 1925 fest, dass es sich hierbei um dieselbe Art wie Lilium apertum handelt.
Die Art ist sehr variabel und wurde mehrfach gesammelt. Joseph Francis Rock, der zwischen 1922 und 1949 in Yunnan Pflanzen sammelte, fand ein Exemplar ohne Nektarien. Auch der Pflanzensammler McLaren und der Pflanzenjäger Frank Kingdon-Ward sammelten ungewöhnliche Exemplare. Die Variabilität der Art macht eine Einordnung schwierig.
Klar ist, dass die am nächsten Verwandte Art Lilium saluenense ist, die sich vor allem durch die Gestalt des Griffels von Lilium apertum unterscheidet.